# Lee Yeong-min
Lee Yeong-min (* 20. Dezember 1973) ist ein ehemaliger südkoreanischer Fußballspieler und heutiger -trainer. Er spielte während seiner aktiven Spielerlaufbahn nahezu ausschließlich für Goyang Kookmin Bank FC. Aktuell steht er als Trainer bei Bucheon FC 1995 unter Vertrag.

## Karriere als Spieler

### Ausbildung
Seine Ausbildung zum Fußballspieler fing er 1993 an der Dong-A University an. 1996 beendete er dort seine Ausbildung und wechselte zum Erstligisten Pohang Steelers.

### Spielerkarriere
Nach Abschluss seiner Ausbildung wechselte er zu den Pohang Steelers. Dort kam er allerdings in den drei Jahren zu keinem Einsatz, sodass er Ende 1999 die Pohang Steelers verließ und zum Halbprofiverein Goyang Kookmin Bank FC wechselte. Bis Ende 2006 lief er insgesamt 49 mal auf und erzielte dabei ein Tor. In seiner Zeit dort gewann er 2001 die Korea Semi-Professional Football League. Er gewann anschließend in der Korea National League die Spielzeiten 2003, 2004 und 2006. Ende 2006 beendete er seine aktive Spielerkarriere und wurde Anfang 2007 unter Lee Uh-hyeong Co-Trainer.

## Karriere als Trainer

### Kookmin Bank FC-Zeit (2007–2012)
An der Seite von Lee Uh-hyeong gewann er den Korea-National-League-Pokal 2009. 2011 und 2012 konnte er noch die Vizemeisterschaft feiern. Nachdem der Verein aufgelöst worden war, ging er gemeinsam mit Lee Uh-hyeong zum Zweitligisten FC Anyang.

### FC Anyang-Zeit (2013–2015)
Auch beim FC Anyang war Lee Yeong-min Co-Trainer. Allerdings konnten auch dort keine großen Erfolge erreicht werden. Nachdem aufgrund schlechter sportlicher Leistungen seine Weggefährte Lee Uh-hyeong entlassen worden war, übernahm er interimsweise den Trainerposten. Unter seiner Führung kämpfte sich der Verein vom letzten Platz der Tabelle wieder hoch auf den 6. Tabellenplatz. Aufgrund seiner Leistung, wurde er zum Trainer befördert. In seiner ersten Saison als Trainer konnte er allerdings nicht mehr an seine Erfolge der vorherigen Saison anknüpfen. Sein Verein erreichte einen enttäuschenden 9. Tabellenplatz. Im Pokal lief es besser für ihn. In seiner ersten Pokalrunde trafen sie auf den Drittligisten Gimhae City FC, welcher mit 3:2 bezwungen werden konnte. In der anschließenden Pokalrunde unterlagen sie allerdings den Jeonbuk Hyundai Motors mit 1:4. Am 22. November 2016 wechselte er zum neugegründeten Franchise Ansan Greeners FC und wurde dort Co-Trainer.

### Ansan Greeners FC-Zeit (Seit 2016)
Yeong-min wurde unter Lee Heung-sil Co-Trainer. In ihrer ersten Spielzeit konnten sie in der Liga keine Erfolge feiern. Am Ende der Saison wurde man nur Neuntplatzierter. Im Pokal schied man überraschend früh aus. In ihrer ersten Pokalrunde trafen sie auf den Drittligisten Gangneung City FC, welchen man allerdings im Elfmeterschießen mit 0:1 unterlag. Im darauffolgenden Pokal-Wettbewerb trafen sie in ihrer ersten Pokalrunde auf die Suwon-Universität, welche man zuhause mit 7:0 schlagen konnte. In der darauffolgenden Runde traf man auf den Ligakonkurrenten Asan Mugunghwa FC. Das Spiel ging 0:1 in der Verlängerung verloren. In der Liga lief es auch lange gut. Bis zur Mitte der Saison stand der Verein auf einem oberen Tabellenplatz. Nachdem der Verein aber in einer Niederlagenserie viele Spiele verloren hatte, wurde Lee Heung-sil als Trainer beurlaubt und Lee Yeong-min wurde zum Interimstrainer erklärt. Er konnte allerdings auch nicht den Negativtrend stoppen, sodass er am 30. September als Interimstrainer entlassen und unter Im Wan-seob erneut Co-Trainer wurde. Er schloss mit dem Verein die Saison auf Tabellenplatz 9 ab.

## Erfolge

### Als Spieler
- 1× Korea-Semi-Professional-Football-League-Gewinner: 2001
- 3× KNL-Liga-Gewinner: 2003, 2004 & 2006

### Als Trainer
- 1× Korea-National-League-Pokal-Gewinner: 2009